# Chiesa di San Giuseppe alla Lungara
La chiesa di San Giuseppe alla Lungara è un luogo di culto cattolico di Roma, nel rione Trastevere, in via della Lungara, 45.

## Storia
Fu eretta durante il pontificato di Clemente XII nel 1734, su progetto di Ludovico Rusconi Sassi; subì restauri nel corso dell'Ottocento, in particolare la ricostruzione della cupola (1872), che era crollata.

## Descrizione
La facciata della chiesa è a due ordini; l'interno si presenta a pianta ottagonale; all'altare maggiore domina il dipinto di Mariano Rossi "Il sogno di san Giuseppe". Sulle pareti laterali del piccolo presbiterio stanno due dipinti ad olio su tela entro semplici cornici marmoree, entrambi di Mariano Rossi; quello di sinistra rappresenta "L'Adorazione dei Magi" e quello della parete destra "La strage degli innocenti".
La sacrestia conserva un busto marmoreo di Clemente XI e nel soffitto un dipinto raffigurante Il trionfo della Chiesa del Rossi (1768).
Annesso alla chiesa vi è il convento, affidato alla congregazione dei Pii Operai, costruito negli anni 1760-1764 da Giovanni Francesco Fiori, con una bella facciata ricca di elementi decorativi. Sopra il portale d'ingresso troviamo questa iscrizione: “D.O.M. Domum hanc Piorum Operariorum Clementis PP. XIII pietas a fundamentis erexit anno MDCCLXIII”